# Méréglise
Méréglise település Franciaországban, Eure-et-Loir megyében. Lakosainak száma 106 fő (2022. január 1.). Méréglise Illiers-Combray és Vieuvicq községekkel határos.

## Népesség
A település népességének változása:
| Lakosok száma | 85   | 65   | 74   | 82   | 104  | 102  | 100  | 98   | 101  | 106  |
|               | 1968 | 1982 | 1990 | 2006 | 2013 | 2015 | 2017 | 2019 | 2020 | 2022 |